# Linia 3 bis metra w Paryżu
Linia 3 bis metra w Paryżu – jedna z szesnastu linii paryskiego metra. Trasa linii łączy stacje Gambetta i Porte des Lilas w XX dzielnicy Paryża we wschodniej części miasta. Linia ma długość 1,3 km i tylko cztery stacje, jest najkrótszą linią paryskiego metra. Linię zbudowano w roku 1910 jako przedłużenie linii 3, które zostało odłączone w roku 1971 i funkcjonuje jako odrębna linia metra od czasu przedłużenia trzeciej linii metra do stacji Gallieni. Stacją wspólną 3 linii i linii 3 bis jest Gambetta. Jest obecnie obsługiwana przez składy typu MF 67.

## Historia
- 27 listopada 1921: – otwarcie odcinka Gambetta – Porte des Lilas na trasie linii 3 i transport na trasie linii 3 i 7.
- 3 września 1939: przystanek autobusowy
- 27 marca 1971: – odłączenie sekcji Gambetta – Porte des Lilas i utworzenie linii 3 bis.

## Lista stacji
| # | Nazwa           | Miejscowość/dzielnica        | Otwarcie    | Możliwe przesiadki | Liczba pasażerów (2021) | Pozycja w całym systemie względem liczby pasażerów (2021) |
| - | --------------- | ---------------------------- | ----------- | ------------------ | ----------------------- | --------------------------------------------------------- |
| 1 | Gambetta        | 20. dzielnica                | 1905 (1971) |                    | 4 796 724               | 42                                                        |
| 2 | Pelleport       | 20. dzielnica                | 1921 (1971) | –                  | 229 524                 | 304                                                       |
| 3 | Saint-Fargeau   | 20. dzielnica                | 1921 (1971) | –                  | 472 258                 | 298                                                       |
| 4 | Porte des Lilas | 19. dzielnica; 20. dzielnica | 1921 (1971) |                    | 3 105 016               | 98                                                        |